# Canente (Dauvergne)
Canente est un opéra du compositeur français Antoine Dauvergne, qui fit sa première à l'Académie Royale de Musique (l'actuel Opéra de Paris) le 11 novembre 1760. Il s'agit d'une tragédie lyrique en cinq actes. C'est la deuxième œuvre de Dauvergne dans le genre, après Énée et Lavinie (1758). Canente s'est produit 22 fois entre sa création et le 11 janvier 1761.
Le texte est une révision faite par Bay de Cury d'un livret d'Antoine Houdar de la Motte, initialement mis en musique par Pascal Collasse en 1700.

## Rôles
| Rôles | Type de voix                    | Première                           |
| --- | ------------------------------- | ---------------------------------- |
| Circé (Circé), enchanteresse et fille du Soleil | soprano                         | Marie-Jeanne Fesch, dite Chevalier |
| Tibre | basse-taille (baryton-basse)    | Nicolas Gélin                      |
| Picus, le premier roi d'Italie | haute-contre                    | Jean-Pierre Pillot                 |
| Canente, une nymphe | soprano                         | Marie-Jeanne Larrivée Lemière      |
| Saturne | basse-taille                    | Philippe-Thomas Desentis           |
| Nérine, la confidente de Circé | soprano                         | Rozet                              |
| La Nuit | soprano                         | Dubois                             |
| L'Amour | soprano                         | Villette                           |
| Une bergère | soprano                         | Villette                           |
| Un fleuve (une rivière, disciple du Tibre) | basse-taille                    | Philippe-Thomas Desentis           |
| Les Furies : Alecto, Erinnis, Mégère | 2 basses-tailles 1 haute-contre | Jaubert, Desentis, Muguet          |
| Chœur : Les adeptes de Saturne, représentant les quatre âges, divinités des eaux, adeptes du Tibre ; magiciens et ministres de Circé ; Jeux, Plaisirs et Grâces, adeptes de Cupidon ; les peuples. |                                 |                                    |

## Synopsis
L'enchanteresse Circé a aidé Picus à devenir roi du Latium parce qu'elle est amoureuse de lui. Mais Picus est amoureux de la nymphe Canente . Cependant, le Tibre est également amoureux de Canente et menace d'inonder le Latium si elle épouse Picus. Circé enlève la nymphe et ordonne à ses démons de tourmenter Canente, mais elle parvient à les convaincre et est secourue par un groupe d'Amours. Circé dit à Picus que Canente va épouser Tibre, mais toute sa magie ne peut altérer son amour pour la nymphe. Circé recourt à la vengeance et envoie les Furies détruire le mariage de Picus et Canente. Mais les Furies sont contrariées par L'Amour, Circé s'avoue vaincue et les amoureux sont enfin mariés.